# Bertrams Hotel
Bertrams Hotel  (Originaltitel At Bertram’s Hotel) ist der 56. Kriminalroman von Agatha Christie. Er erschien zuerst in Großbritannien am 15. November 1965 im Collins Crime Club und im folgenden Jahr in den USA bei Dodd, Mead and Company. Die deutsche Erstausgabe veröffentlichte 1967 der Scherz Verlag (Bern/München/Wien) in der bis heute verwendeten Übersetzung von Maria Meinert.
Es ermittelt Miss Marple in ihrem zehnten Roman. 

## Handlung
Jane Marple, die altjüngferliche Amateurdetektivin, erhält von ihrer Nichte Joan West einen Aufenthalt in Bertrams Hotel in London geschenkt. Sie hatte schon als junges Mädchen einige Tage in diesem Hotel verbracht und möchte diese Erinnerungen auffrischen. Zu ihrer Überraschung findet sie das Hotel, das seinen Flair der Edwardischen Epoche beibehalten hat, trotz Modernisierung nahezu unverändert vor. Die Handlung beginnt mit der Teezeit, die von den meisten Gästen im Foyer verbracht wird, weil man dort das Kommen und Gehen im Hotel beobachten kann. Dort trifft Miss Marple auf eine Jugendbekanntschaft, Lady Selina Hazy. Gemeinsam beobachten sie die Ankunft einer jungen Frau namens Elvira Blake und ihres Vormundes Colonel Luscombe, des zerstreuten Kirchenmanns Kanonikus Pennyfather und zu aller Überraschung die Ankunft der englandweit bekannten, nach Abenteuern süchtigen Bess Sedgwick. Lady Selina glaubt, noch viele andere Gäste zu kennen, die ihr aber versichern, jemand anderes zu sein.
Elvira hat von ihrem Vater ein großes Vermögen geerbt, das aber noch treuhänderisch verwaltet wird, bis sie im nächsten Jahr 21 wird. Sie ist die Tochter von Bess Sedgwick, die ihr Kind aber schon verlassen hat, als es gerade zwei Jahre alt war, und die den Kontakt zur Tochter meidet. Es stellt sich heraus, dass sich Lady Sedgwick vor Elvira versteckt, denn sie meint, dass sie durch ihren Lebensstil keine vernünftige Mutter darstellt. Außerdem haben beide Frauen den gleichen Liebhaber, den Rennfahrer Ladislaus Malinowski. Elvira überrascht ihren Vormund mit der Frage, wer denn ihr Geld erbe, wenn sie sterben würde oder wenn sie nach einer Heirat verstürbe. Sie erfährt, dass ihre Mutter Bess, solange Elvira nicht verheiratet ist, ihre Erbin wäre. Auch erzählt sie, dass während der Schulzeit in Italien versucht wurde, sie zu vergiften.
In der Zwischenzeit trifft in Scotland Yard eine informelle Kommission zusammen, die sich mit zunehmenden Banküberfällen, Zugraub und gestohlenen Juwelenlieferungen beschäftigt. Die Anwesenden, unter ihnen Polizeichefinspektor „Father“ Davy, erkennen an, dass die Serie große Ausmaße angenommen hat und überhandzunehmen droht. Es werden Drahtzieher vermutet, von denen sie noch keine Vorstellung haben. Außerdem wird bemerkt, dass Zeugen bei einigen Überfällen prominente Personen in Tatortnähe oder im Tatfahrzeug gesehen haben wollen, die zu der Zeit nachweislich in Bertrams Hotel waren.
Am nächsten Tag begibt sich Miss Marple in die Stadt, während Elvira mit Hilfe ihrer besten Freundin bei einem Juwelier stiehlt, genug um für einen Tag nach Irland zu fliegen. Den Grund für ihre Reise nennt sie aber nicht einmal ihrer Freundin. Kanonikus Pennyfather, der zerstreute Geistliche, will zu einem Kongress nach Luzern fliegen, aber er erreicht den Flughafen einen Tag zu spät und kehrt unverrichteter Dinge ins Hotel zurück. Als er gegen Mitternacht sein Hotelzimmer betritt, wird er niedergeschlagen. Da er nicht beim Kongress erschienen und nicht aufzufinden ist, meldet ihn seine Haushälterin nach einigen Tagen bei der Polizei als vermisst.
Chefinspektor Davy übernimmt gemeinsam mit Inspektor Campbell die Ermittlungen zum Verschwinden von Kanonikus Pennyfather. Von Miss Marple erfahren sie, dass sie Pennyfather morgens um drei Uhr beim Verlassen seines Zimmers beobachtete.
Tatsächlich erwacht er vier Tage später in einem Haus, einige Stunden von London entfernt, aber in der Nähe der Stelle, wo drei Tage zuvor ein Postzug aus Irland überfallen wurde. Eine Familie hatte ihn am Straßenrand gefunden, er kann sich aber an nichts erinnern. Aber eine Zeugin des Raubüberfalls ist sich sicher, dass jemand, der genauso aussah wie Kanonikus Pennyfather, an dem Überfall beteiligt war. 
Miss Marple belauscht ein Gespräch zwischen Bess Sedgwick und dem Portier Micky Gorman und bekommt heraus, dass die beiden in Irland verheiratet waren. Gorman behauptet zwar, dass die Ehe keine Gültigkeit hatte – falls doch, wäre die zweite Ehe von Bess Sedgwick, die ihr den Titel und ein Vermögen eingebracht hatte, ungültig.
Als Elvira im dichten Nebel zum Hotel zurückkehrt, hört man zwei Schüsse, und dem heranstürmenden Chefinspektor Davy schildert Elvira, jemand habe auf sie geschossen, Gorman habe sie schützen wollen und sei dabei erschossen worden – mit Malinowskis Pistole. 
Chefinspektor Davy bemerkt, dass Malinowski, der Liebhaber von Lady Sedgwick und Elvira, ein Auto fährt, das bei mehreren Überfällen gesehen wurde, es hatte nur immer eine um eine Ziffer abweichende Nummer. 
Schließlich arrangiert Davy eine Wiederholung der nächtlichen Beobachtung Pennyfathers durch Miss Marple und ihr wird klar, dass sie eine andere Person gesehen hat. Auf die Theorie eines Doppelgängers angesprochen, erinnert sich auch Pennyfather, dass er sich beim Betreten des Hotelzimmers gewundert hatte, dass er schon im Zimmer auf einem Stuhl saß.
Miss Marple erkennt nun die Zusammenhänge. Das meiste, was die historische Atmosphäre des Hotels ausmacht, ist falsch. Einige Gäste sind zwar echt, aber andere werden von Schauspielern gespielt – nicht nur im Hotel, sondern auch bei verschiedenen Verbrechen. Das Hotel ist nämlich das Zentrum eines gut organisierten Verbrecherrings mit Bess Sedgwick an der Spitze. Der Ring arbeitete mit Doppelgängern von bekannten Persönlichkeiten, um die Zeugen der Überfälle abzulenken. 
Miss Marple und Inspektor Davy konfrontieren Bess Sedgwick mit ihren Erkenntnissen. Sie gesteht die Überfälle und nimmt auch die Schuld am Mord an Gorman auf sich. Dann flüchtet sie und begeht durch einen Autounfall Selbstmord. Miss Marple stellt das Geständnis jedoch sofort infrage. Sie äußert gegenüber Inspektor Davy ihren schon lange gehegten Verdacht, dass Elvira Gorman erschossen hat. Inspektor Davy klärt sie darüber auf, dass Elvira in Irland überprüfen wollte, ob ihre Mutter Bess mit Gorman verheiratet war. Als sich das bewahrheitete, glaubte Elvira, dass ihr Erbe in Gefahr sei, mit dem sie sich die Liebe Malinowskis erkaufen wollte. Sie erschoss Gorman, ohne zu wissen, dass ihr das Erbe dennoch zustand.

## Personen
Hotelgäste
- Jane Marple – Gast im Hotel
- Elvira Blake – Gast im Hotel, Tochter von Lord Coniston und Lady Bess Sedgwick
- Lady Bess Sedgwick – Abenteurerin und Elviras Mutter
- Colonel Derek Luscombe – Pate und Vormund von Elvira Blake
- Mrs. Carpenter – Begleiterin von Elvira Blake
- Lady Selina Hazy – Gast im Hotel und Freundin von Jane Marple
- Kanonikus Pennyfather – Freund von Jane Marple

Hotelpersonal
- Mr. Humfries – Hoteldirektor
- Miss Gorringe – Mr. Humfries‘ Assistentin
- Michael „Micky“ Gorman – Portier in Bertrams Hotel und Ex-Ehemann von Lady Sedgwicks
- Henry, Oberkellner
- Rose Sheldon – Zimmermädchen
- Robert Hoffman – Schweizer Finanzier, Miteigentümer von Bertrams Hotel
- Wilhelm Hoffman – Diamantenhändler, Bruder von Robert Hoffman, Miteigentümer von Bertrams Hotel

Ermittler
- Fred „Father“ Davy – Chief Inspector  von Scotland Yard
- Sir Ronald Graves – Assistant Commissioner von Scotland Yard
- Inspektor Campbell
- Sergeant Wadell

sonstige Personen
- Ladislaus Malinowski – Rennfahrer und Geliebter sowohl von Bess Sedgwick als auch ihrer Tochter Elvira
- Raymond West – Neffe von Jane Marple
- Joan West – Ehefrau von Raymond West
- Mildred Melford – Cousine von Derek Luscombe, Elvira Blake wohnt bei ihr
- Nancy Melford – Tochter von Mildred Melford und Freundin von Elvira Blake
- Bridget – Freundin von Elvira Blake
- Mrs. McCrae – Kanonikus Pennyfathers Haushälterin
- Erzdiakon Simmons – Kanonikus Pennyfathers Freund und Hausgast

## Bezüge zu realen Orten
In verschiedenen Quellen (wie zum Beispiel in der englischsprachigen Wikipedia) wird behauptet, dass sich Christie ihre Inspirationen im Londoner Browns Hotel geholt hat. Auf der offiziellen Agatha-Christie-Webseite wird jedoch betont, dass es dafür keine Beweise gibt.

## Verfilmungen
Der Roman wurde bisher zweimal verfilmt.

### Miss Marple (Fernsehserie)
Zuerst entstand 1987 eine weitgehend romangetreue Verfilmung als Zweiteiler für die britische Fernsehserie Miss Marple mit Joan Hickson als Miss Marple.

### Agatha Christie’s Marple
2007 wurde er erneut verfilmt und in der dritten Staffel der ITV-Fernsehserie Agatha Christie’s Marple mit Geraldine McEwan als Miss Marple am 23. September 2007 ausgestrahlt. Dabei wurden allerdings Personen, Handlung und Motive deutlich verändert.

## Wichtige Ausgaben
- 1965: Collins Crime Club (London)
- 1966: Dodd, Mead and Company (New York)
- 1967: deutsche Erstausgabe im Scherz Verlag (Bern/München/Wien)[4]
- 2015: deutsche Neuübersetzung als Bertram’s Hotel von Anna Leube (Hamburg)

## Hörbücher
- 2005, Bertrams Hotel (5 CDs): einzige ungekürzte Lesung. Sprecherin: Gabriele Blum. Überarbeitete Fassung der Übersetzung von Maria Minnert: Verlag und Studio für Hörbuchproduktionen (Marburg/Lahn)[6]
- 2005, Bertrams Hotel (3 CDs): gekürzte Lesung. Sprecherin: Beate Himmelstoß. Übersetzung von Tanja Handels. Regie: Toni Nirschl: Der Hörverlag (München)[7]